# Rhododendron durionifolium
Rhododendron durionifolium är en ljungväxtart. Rhododendron durionifolium ingår i släktet rododendron, och familjen ljungväxter.

## Underarter
Arten delas in i följande underarter:
- R. d. durionifolium
- R. d. sabahense